# Nesaphrestes
Nesaphrestes is een geslacht van halfvleugeligen uit de familie Aphrophoridae. De wetenschappelijke naam van dit geslacht is voor het eerst geldig gepubliceerd in 1907 door Kirkaldy.

## Soorten
Het geslacht Nesaphrestes omvat de volgende soorten:
- Nesaphrestes bicolor Hamilton, 1981
- Nesaphrestes brevior Hamilton, 1981
- Nesaphrestes clavocularis Hamilton, 1981
- Nesaphrestes costans Hamilton, 1981
- Nesaphrestes crepidulans Hamilton, 1981
- Nesaphrestes dreptias Kirkaldy, 1907
- Nesaphrestes fortior Hamilton, 1981
- Nesaphrestes hebridensis (Lallemand, 1942)
- Nesaphrestes longiceps Hamilton, 1981
- Nesaphrestes ochraceus Hamilton, 1981
- Nesaphrestes pallidior Hamilton, 1981
- Nesaphrestes ptysmatophilus Kirkaldy, 1907
- Nesaphrestes soporifer Hamilton, 1981
- Nesaphrestes tenuis Hamilton, 1981
- Nesaphrestes transversis Hamilton, 1981
- Nesaphrestes varidorsum Hamilton, 1981